# Buscant en Nemo
Buscant en Nemo (títol original en anglès: Finding Nemo) és una pel·lícula estatunidenca d'animació per ordinador de 2003, guanyadora d'un Oscar a la millor pel·lícula d'animació. És la cinquena pel·lícula dels estudis Pixar, i va ser distribuïda per Walt Disney Pictures i Buena Vista Distribution. Aquesta pel·lícula està doblada al català i va ser la primera de Pixar en ser-ho.
La pel·lícula fou llençada en un DVD i amb 28 milions de còpies venudes en 2005 i més de 40 milions de còpies venudes fins al 2006 és el títol de DVD més venut de tots els temps. El 2005, la revista Time la situà en la desena posició de la seva llista amb les 100 millors pel·lícules de la història.

## Argument
Nemo és un petit peix pallasso, l'únic fill que li va quedar a Marlin després que una barracuda ataqués l'anemone on vivia i acabés amb la seva parella i amb gairebé tota la seva prole. A partir d'aquest succés, Marlin s'encarrega de cuidar el seu fill de forma exageradament protectora, cosa que dona lloc al fet que Nemo es rebel·li i emprengui una aventura aprofitant una excursió del col·legi. Nemo en el seu afany de demostrar la seva valentia i la seva capacitat d'espavilar-se tot i tenir una aleta atròfica, és atrapat amb una xarxa i acaba en la peixera d'un dentista a la ciutat de Sydney per a ser el regal de la neboda del dentista, Darla. Des de llavors el seu pare emprèn una llarga recerca per a donar amb pistes que li duguin a recuperar al seu fill. En el camí se li uneix un peix cirurgià de poca memòria anomenat Dory. Els dos junts han de superar nombrosos problemes entre els quals es troben els taurons vegetarians, les meduses, una balena amb la qual parlen "Cetaci" i les gavines. Durant el seu viatge també reben l'ajuda d'altres personatges entre els quals es troben les simpàtiques tortugues. Mentrestant, Nemo entaula una gran amistat amb els peixos que habiten dintre de la peixera i junts planegen escapar i tornar a la mar.

## Repartiment
| Veu en anglès     | Veu en català        | Personatge    |
| ----------------- | -------------------- | ------------- |
| Albert Brooks     | Quim Roca            | Marlin        |
| Ellen DeGeneres   | Núria Mediavilla     | Dory          |
| Alexander Gould   | Klaus Stroink        | Nemo          |
| Willem Dafoe      | Juan Antonio Bernal  | Ganya         |
| Brad Garrett      | Jaume Lleal          | Bomba         |
| Allison Janney    | Roser Aldabó         | Peach         |
| Austin Pendleton  | Ramon Hernández      | Glogoc        |
| Stephen Root      | Eduard Farelo        | Bomboll       |
| Vicki Lewis       | Roser Batalla        | Deb / Flo     |
| Joe Ranft         | Jordi Varela         | Jacques       |
| Geoffrey Rush     | Manel Fuentes        | Nigel         |
| Andrew Stanton    | José Luis Mediavilla | Crush         |
| Elizabeth Perkins | Marta Estrada        | Corall        |
| Bob Peterson      | Jordi Vila           | Mestre Rajada |
| Barry Humphries   | Jordi Royo           | Bruce         |
| Eric Bana         | Carles Di Blasti     | Àncora        |
| Bruce Spence      | Mark Ullod           | Chum          |
| Erik Per Sullivan | Albert Medina        | Sheldon       |
| Bill Hunter       | Lluís Marco          | Dentista      |